# Le Marais (film)
Pour les articles homonymes, voir Le Marais.
Pour plus de détails, voir Fiche technique et Distribution.

Le Marais    est un film québécois de Kim Nguyen, sorti en 2002.